# Джовани
Джовани Бариани Маркес (на португалски: Giovanny Bariani Marques), по-познат просто като Джовани (на португалски: Giovanny), е бразилски футболист, който играе на поста ляво крило. Състезател на Локомотив (Пловдив).

## Кариера
Джовани е продукт на академията на бразилския Коринтианс, като в родината си е играл още за отборите на Парана, Гояс, Гуарани, Томбензе и Наутико. За последно e бил в Санто Андре.
На 3 август 2022 г. бразилецът подписва с Локомотив (Пловдив). Дебютира на 12 септември при победата с 0:1 като гост на Септември (София).

## Национална кариера
На 19 януари 2017 г. Джовани дебютира в официален мач за националния отбор на Бразилия до 20 г., при победата с 0:1 над националния отбор на Еквадор до 20 г., в среща от Шампионата на Южна Америка до 20 г. през 2017 г.

## Успехи
Атлетико Паранаенсе
- Паранаенсе 1 (2): 2016, 2018
- Копа Судамерикана (1): 2018